# Furculattus maxillosus
Genre
Espèce
Synonymes
- Diolenius minotaurus Wanless & Lubin, 1986

Furculattus maxillosus, unique représentant du genre Furculattus, est une espèce d'araignées aranéomorphes de la famille des Salticidae.

## Distribution
Cette espèce est endémique de Papouasie-Nouvelle-Guinée. Elle se rencontre en Nouvelle-Guinée et en Nouvelle-Bretagne,.

## Description
La femelle décrite par Szüts en 2003 mesure 2,85 mm.

## Publication originale
- Balogh, 1980 : Studies on the Papuan Attidae (Araneae): Furculattus maxillosus gen. et sp. n. Folia entomologica hungarica, vol. 41, p. 25-27.